# 황금물고기
《황금 물고기》는 2010년 5월 3일부터 2010년 11월 11일까지 방영된 문화방송 일일연속극이다.

## 기획 의도
지독한 인연으로 얽힌 두 연인의 사랑과 그들을 둘러싼 인물들이 서로의 상처를 치유하고 보듬어가는 과정을 담은 멜로물로 인간이라면 누구나 가지고 있을 선과 악의 이중성에 대해 진지하게 담아낸 드라마

## 등장 인물

### 주요 인물
- 박상원 : 문정호 역

50세. 재단법인 '정인'의 이사장. 생활에서는 더 없이 자유롭고 인생을 유쾌하게 즐길 줄 아는 매력적인 꽃중년. 특유의 여유와 센스로 여전히 여자가 끊이지 않지만, 정작 본인은 세린과 이혼한 후 사랑에 심각해본 적이 없었다. 제주도에서 자신의 차로 뛰어들던 지민과 만나게 되고, 사랑에 빠져 결혼하게 되지만 결국 어머니 때문에 이혼한다. 마지막회에서는 세린의 프로포즈에 웃음으로 답하며 재결합 가능성을 암시했다.
- 이태곤 : 이태영 역

하늘병원의 흉부외과 전문의. 훈훈한 마스크에 실력까지 고루 갖춘 인물로, 7살 때 단 하나의 혈육인 친모를 잃고 경산의 집에서 자라왔다. 자신을 경산의 친아들이라 오해한 윤희의 질투로 가슴 속에 상처를 안고 살아간다. 지난 23년 동안 윤희의 모진 구박과 상처를 지민에 대한 사랑 하나로 이겨냈다. 자신의 생모를 죽인 사람이 윤희라는 사실을 알게 되자, 사랑하던 지민을 배신하고 정호의 딸 현진과 결혼한다. 이후 윤희에게 처절한 복수를 하고 경산의 집을 몰락시키며, 하늘병원을 빼앗고 원장 자리에 오르며 지민과 대립하게 된다. 이후 자신이 저지른 비리가 밝혀지고 하늘병원 원장직에서 해임된다. 췌장암 말기 판정을 받고 어린 시절 어머니와 추억이 담긴 바닷가에서 사랑하는 지민의 품에 안겨 숨을 거둔다.
- 조윤희 : 한지민 역

경산과 윤희의 딸. 국립발레단에 입단하자마자 수석 발레리나로 발탁된 우리나라 발레의 유망주. 태영과 사랑했지만, 태영에게 이별 통보를 받자 교통사고로 다리를 다쳐 발레를 할 수 없게 되고, 우연히 만난 정호와 사랑에 빠지게 된다. 병원, 사랑, 꿈을 잃어버리며 좌절하지만 그 배후가 태영이라는 것을 알게 되자 태영에게 복수를 한다. 시어머니의 시집살이에도 정호의 아이를 임신하며 가정을 지키는 듯 했으나 스트레스로 유산하고 이혼을 하게 된다. 태영이 윤희에게 복수를 했던 사연을 이해하고 다시 태영에게 돌아가지만 태영을 떠나보내게 된다.
- 소유진 : 문현진 역

정호의 딸. 유능한 번역가. 임신 중에 남편을 급작스럽게 교통사고로 떠나 보내고 엄마 세린과 딸 서연과 함께 산다. 딸 서연의 수술을 해준 태영에게 사랑을 느끼고 당당하게 대시에 결혼에 골인하지만, 언젠가는 떠날지도 모른다는 불안감에 늘 마음 졸인다. 태영과 지민이 과거에 사랑하던 사이라는 것을 알게 되자 배신감을 느낀다. 하지만 태영을 사랑하는 마음에 지민의 복수를 막으면서 태영을 도와준다.

### 정호네 인물
- 정혜선 : 강 여사 역

정호의 어머니. 정인재단 명예회장. 틈만 나면 스캔들을 일으키는 말썽쟁이 아들 정호와, 죽어도 시집은 안 가겠다는 노처녀 딸 정원 때문에 골치가 아프다. 며느리 세린을 모진 시집살이로 내쫓은 적이 있다. 새 며느리로 지민을 들이지만 태영과 지민 사이를 안 뒤 지민에게도 혹독한 시집살이를 시켜 결국 이혼하게 만든다. 결국 넓은 집에 쓸쓸히 홀로 남겨진다.
- 이일화 : 문정원 역

정호의 여동생. 지민의 스승. 확실한 자기관리로 이성적이고 합리적인 성격의 독신주의이지만 의외로 허당이고 맹한 구석이 있다. 현 국립 발레단의 지도위원으로, 수제자이기도 했던 지민에게는 친구 같은 존재. 공돌과 결혼한다.
- 이해우 : 문석진 역

정호의 아들이자 현진의 남동생. 단정하고 예의 바른 명문대생. 철없는 엄마 아빠 때문에 철이 일찍 들었고, 덕분에 강여사의 사랑을 독차지 하며 살았다. 아버지에게는 강여사와의 중간 역할을 톡톡히 하는 집안의 효자.
- 이형석 : 육공돌 역

우직하고 충성스런 정호의 경호원이자 비서. 완고한 표정, 현란한 무술 실력 완벽한 보디가드 포스를 풍기지만 아쉽게도 매사 너무 진지해서 분위기를 깬다. 정원을 몰래 짝사랑하지만 말도 제대로 못 붙이고 혼자 앓고 있다. 후에 정원과 결혼한다.
- 김수현 : 황 비서 역

강 여사의 수행비서.

### 지민네 인물
- 김용건 : 한경산 역

하늘병원 원장. 태영과 두 자식들에게는 더없이 따뜻하고 다정한 아버지로, 사회에선 모든 사람의 존경을 받는 '한국의 슈바이처'로 통한다. 사랑하던 여자 지혜의 아들 태영을 아들처럼 키웠지만 지민과 태영의 사이를 알고 반대한다. 태영의 복수로 모든 걸 잃고 하루 아침에 치매 노인이 되면서 하늘병원을 양아들 태영에게 빼앗기게 된다. 하지만 태영이 오른손에 화상을 입는 것을 보고 기억이 돌아오고, 정호와 지민의 결혼을 인정할 수 없다고 한다. 자신을 무너뜨린 태영을 용서하고 태영을 미워하는 윤희를 설득한다.
- 윤여정 : 조윤희 역

경산의 처. 원하는 것은 뭐든 이루며 우아하게 살아온 인물로 남에게 보여지는 것을 중시 여긴다. 천사와 악마의 탈을 쓴 채 이중인격자. 태영을 경산의 아들로 오해하고, 23년 전 태영이 경산의 집에 들어온 순간부터 태영을 괴롭힌다. 태영의 복수로 정신병원에 입원하게 된다.
- 서승만 : 조윤우 역

윤희의 동생. 지민, 강민의 외삼촌. 마음만은 언제나 청춘 순수의 세계를 지향하는 인물로, 딱 한번 히트했던 만화가로서의 삶을 잊지 못하고 결국 다시 꿈을 찾아 살기로 결심한다. 이혼 후 누나의 집에 얹혀 살지만 집안이 망한 후 강민과 포장마차를 하면서도 꿈을 놓지 않는다. 전처가 키우는 아들을 그리워한다.
- 박기웅 : 한강민 역

지민의 동생. 병원을 물려받아야 한다는 중압감으로 의대에 진학, 유학까지 가지만 '혈액공포증'으로 학교를 때려치우고, 만삭의 레베카와 함께 귀국해 윤희의 속을 뒤집어 놓는다. 함께 자란 태영을 친형처럼 따르며 지민과 태영의 관계를 응원하지만 일순간 돌변한 태영에게 배신감을 느낀다. 집안의 몰락 후 잠시 방황하지만, 곧 정신 차리고 믿음직한 가장으로 변신한다. 아내 레베카의 임신으로 세 아이의 아빠가 된다.
- 구잘 : 레베카 역

만삭의 몸으로 강민과 함께 귀국한 생각지도 못한 외국인 며느리. 반만 뚝 잘라먹는 말투, 과도한 스킨십, 엉뚱한 행동으로 윤희 속을 뒤집어 놓는 인물로, 집이 망하고 철없는 남편과 아들을 키우기 위해 점점 억척스러운 신부로 변해 주위를 놀라게 한다.

### 현진네 인물
- 김보연 : 이세린 역

정호의 전처. 23살 꽃다운 나이에 최고의 여배우 자리를 뒤로하고 정호와 결혼 하지만, 호랑이 같은 시어머니와 답답한 결혼생활을 견디지 못해 이혼, 딸 현진과 따로 산다. 남편 정호에 미련이 있음에도 지민 때문에 포기한다. 결국 다시 혼자가 된 정호에게 용기를 내 마음을 고백한다.
- 강예서 : 문서연 역

현진의 딸. 심실 중격 결손으로 태영에게 수술을 받았다. 사랑을 주지만 가끔 불안정한 엄마보다, 태영을 훨씬 더 좋아하고 따른다.
- 황승언 : 윤명지 역

현진 집 도우미. 학교도 다녀본 적 없고 문화적 혜택이 전무한 무공해처녀. 겉모습은 순진해 보이지만 의외로 당차고 똑 부러진다. 귀가 잘 안 들리는 할아버지와 살아온 덕에 목청과 힘은 따를 자가 없다. 할아버지를 생각나게 하는 경산을 살뜰하게 잘 챙긴다.

### 그 외 인물
- 이해인 : 서주희 역

한국 최고의 스타로서 모든 것을 다 가졌음에도 불구하고 재벌가 정호에게 계획적인 애정 공세를 쏟는 여자. 정호와 결혼을 하기 위해 일부러 언론사에 스캔들 기사를 제보하지만 정호가 사실을 알게 되자 이별을 통보받는다. 거짓 임신으로 정호에게 매달리지만 들통나고 결국 헤어진다.
- 윤은영 : 효원 역

지민의 친구이자 발레리나.
- 이정성 : 정 과장 역

하늘병원 과장.
- 손건우 : 하진우 역

- 이정섭 : 권영춘 역

이세린의 친구이자 패션 디자이너
- 이두경 : 검찰 역
- 송민형 : 정호의 아버지 역
- 김정하 : 정호의 어머니 역
- 기은세: 유리 역

## 시청률
- AGB닐슨 미디어리서치에 따르면, 첫 회 시청률은 11.7%[2]로 출발한 황금물고기는 2010년 10월 25일 시청률 20%를 돌파하였다.[3]
- 평균 시청률은 14.8%, 자체 최고 시청률은 11월 2일 방영한 126회로 20.2%이며, 19.9%의 시청률로 종영하였다.[4]

## 결방
- 2010년 6월 2일 : 대한민국 제5회 지방 선거 개표방송으로 인해 결방.
- 2010년 9월 30일 : 2010년 프로야구 '준플레이오프 2차전 - 두산 베어스 : 롯데 자이언츠' 중계방송으로 인해 결방.
- 2010년 10월 5일 : '뉴스데스크 40주년 만나면 좋은 친구' 방송으로 인해 결방.
- 2010년 10월 8일 : 2010년 프로야구 '플레이오프 2차전 - 삼성 라이온즈 : 두산 베어스' 중계방송으로 인해 결방.
- 2010년 10월 11일 : 2010년 프로야구 '플레이오프 4차전 - 삼성 라이온즈 : 두산 베어스' 중계방송으로 인해 결방.
- 2010년 10월 18일 : 2010년 프로야구 '한국시리즈 3차전 - SK 와이번스 : 삼성 라이온즈' 중계방송으로 인해 결방.

## 연장
- 황금물고기 방영 분량이 120부작에서 13회 연장되어 133부작으로 변경 및 확정되었다.

## 수상
- 2010년 MBC 연기대상 중견배우부문 황금연기상박상원
- 2010년 MBC 연기대상 연기자 부문 PD상 이태곤
- 2010년 MBC 연기대상 여자 신인상 조윤희
- 2010년 MBC 연기대상 TV부문 올해 작가상 조은정
- 2010년 MBC 연기대상 연속극 부문 황금 연기상 박상원, 김보연
- 2010년 MBC 연기대상 TV 부문 공로상 정혜선

## 경쟁 프로그램
- 바람 불어 좋은 날 (KBS1)
- 웃어라 동해야 (KBS1)
- 세 자매 (SBS)

## 참고 사항
- 가족 간의 복수와 협박, 음모 등과 같은 지나치게 자극적이고 비윤리적인 내용을 청소년 시청 보호 시간대에 내보내어 방송위원회로부터 '경고' 조치를[5] 받았다.
- 이해인 (서주희 역)이 해당 작품을 통해 본격적으로 지상파 진출을 했는데 《왕과 나》 오디션을 봤으나[6] 탈락하기도 했다.